# LinkedIn
LinkedIn é uma plataforma de mídia social focada em negócios e emprego que funciona através de sites e aplicativos móveis. Fundada em dezembro de 2002 e lançada em 5 de maio de 2003,de propriedade da Microsoft.  É comparável a redes de relacionamentos, e é principalmente utilizada por profissionais com o intuito de apresentar suas aptidões, de uma forma que outros profissionais da mesma empresa possam endossar, dando credibilidade ao conteúdo.
Em novembro de 2007, tinha mais de 16 milhões de usuários registrados, abrangendo 150 indústrias e mais de 400 regiões econômicas (como classificado pelo serviço). Em janeiro de 2015, Linkedin possuía mais de 347 milhões de usuários registrados em mais de 200 países e territórios. O site está disponível em inglês, francês, alemão, italiano, português, espanhol, romeno, russo, turco e japonês. A Quantcast relatou que LinkedIn possui, mensalmente, 21,4 milhões de visitantes únicos nos ultimo anos,6 milhões pelo mundo. Em Junho de 2011, LinkedIn tinha 33,9 milhões de visitantes únicos, apesar de ter reduzido o número de contratos firmados em 2015.
Em 2013, chegou ao número de mais de 238 milhões de usuários. Os países que mais utilizam o Linkedin são: Estados Unidos, com 84 milhões de usuários; Índia, com 21 milhões de usuários; e Brasil, com quinze milhões de usuários.
Já em 13 de junho de 2016, a Microsoft adquiriu a empresa Linkedin por US$ 26,2 bilhões, sendo a maior aquisição da Microsoft.
Jeff Weiner, que trabalha no LinkedIn desde 2008, fundado pelo Reid Hoffman, levou adiante essa empresa após anos fracos. Orientou os rumos da firma aos talentos corporativos e sua gestão permitiu que a rede fosse cotada na bolsa de valores em 2011 com um resultado glorioso – à diferença de seu rival, o Facebook.
Em 2024, o LinkedIn conta com um bilhão de usuários.

## A corporação
O atual diretor da LinkedIn é Jeff Weiner, enquanto o seu antigo diretor e também fundador da empresa, Reid Hoffman, que já foi Vice-Presidente Executivo da PayPal, permanece como presidente de produto e presidente do conselho. A LinkedIn está sediada em Mountain View, na Califórnia, e é financiada por Greylock, Sequoia Capital, Bessemer Venture Partners, e European Founders Fund. A LinkedIn passou a ser rentável em Março de 2006.

## Recursosweb
O principal propósito do site é permitir que usuários registrados possam manter uma lista detalhada de contatos de pessoas que eles conheçam e em quem confiem. As pessoas nessa lista são chamadas de conexões. Os usuários podem convidar qualquer um (seja um usuário do LinkedIn ou não) para tornar-se uma conexão. Esta lista de conexões pode, então, ser usada de vários modos:
- Uma rede de contatos acumulada, constituída de suas ligações diretas, de segundo grau, terceiro grau e assim por diante facilitam o conhecimento de profissionais através de seus contatos mútuos.
- Isso pode ser usado para encontrar trabalhos, pessoas e oportunidades recomendadas por qualquer um na sua rede de contatos.
- Os empregadores podem listar trabalhos e buscar por candidatos potenciais.
- Todos os candidatos a emprego podem rever o perfil de contratação e descobrir qual dos seus contatos existentes poderia apresentá-lo aos empregadores.

O recurso LinkedIn Answers, semelhante ao Google Answers ou Yahoo! Answers, permite aos usuários do LinkedIn fazerem perguntas e obterem respostas da comunidade. O LinkedIn Answers é gratuito e as principais diferenças entre os dois serviços previamente mencionados são o tipo de questões, potencialmente mais orientadas para negócios, e o fato de os usuários, tanto os que fazem as perguntas como os que respondem se encontrarem identificados.

## Modelo do domínio

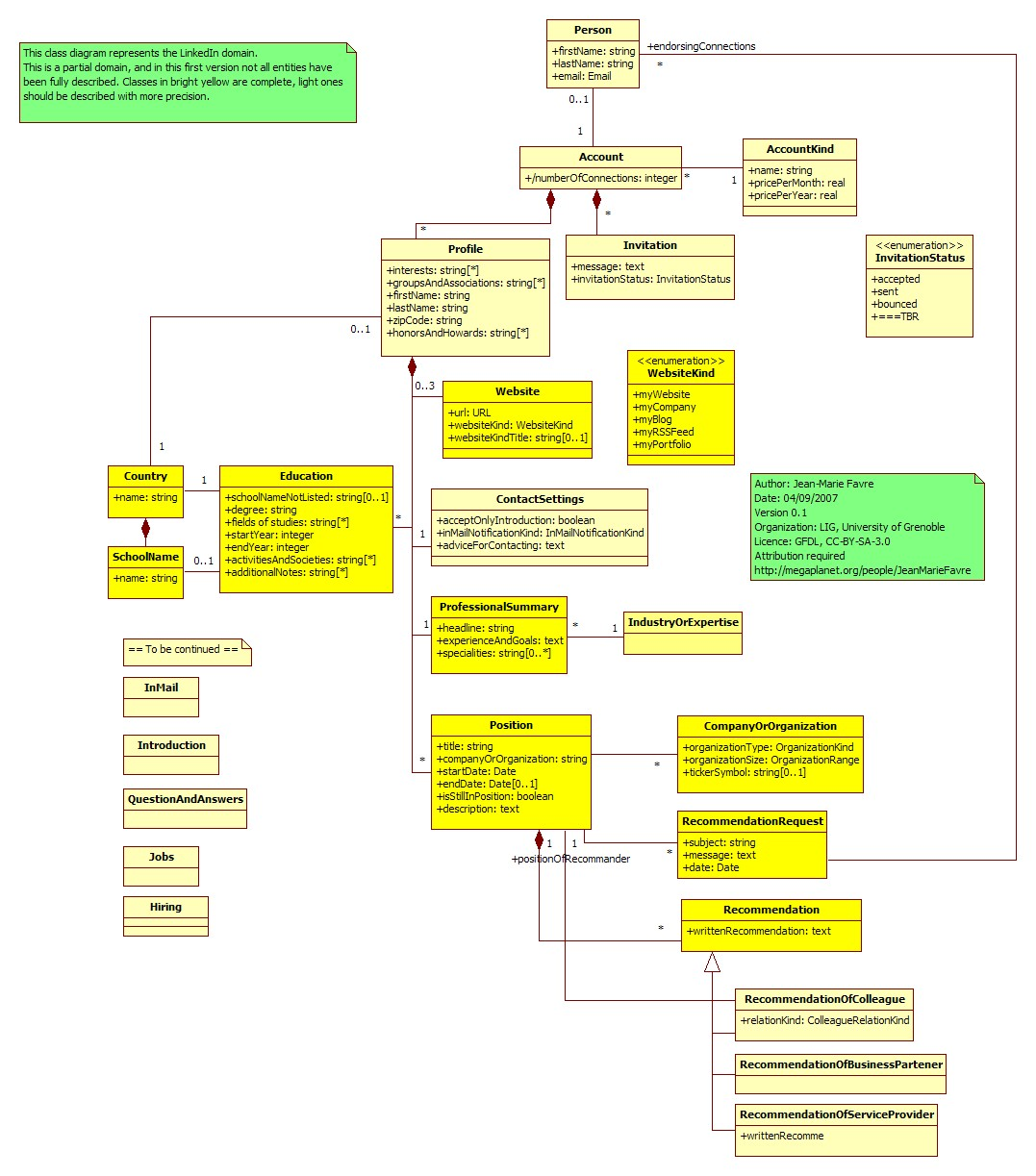
Modelo do domínio LinkedIn

O diagrama à direita, em Unified Modeling Language, representa um subconjunto das informações geridos pelo LinkedIn. Ele dá uma panorâmica geral das principais entidades, relações e campos armazenados pelo sistema. Por exemplo: o diagrama mostra quais campos estão associados à noção de posição, solicitação de recomendação, educação e assim por diante. Note que esta é um diagrama conceitual: ele descreve os conceitos em vez da execução e dos detalhes do banco de dados.

## FalsositeLinkedIn usado pela Sede das Comunicações Governamentais
A Sede das Comunicações Governamentais (Government Communications Headquarters) britânica usou páginas falsas do LinkedIn para atingir seu alvo principal: engenheiros de companhias a serem penetradas. De acordo com uma apresentação feita pelo GCHQ e revelada por Edward Snowden, a inteligência britânica começou por identificar os funcionários que trabalhavam na manutenção de rede e segurança da empresa de telecomunicações. Em seguida, eles determinaram que os potenciais alvos tinham utilizado o site LinkedIn ou Slashdot, um popular site de notícias na comunidade de tecnologia da informação.

### Engenheiros como Alvos Principais
Os computadores desses "candidatos" foram, então, infectados com malware de computador que tinha sido colocado usando a tecnologia de infiltração da agência de inteligência conhecida como "Quantum Insert", que permitiu que os espiões do Government Communications Headquarters (GCHQ) se infiltrassem profundamente na rede interna Belgacom e de sua subsidiária BICS, que opera um sistema chamado roteador GRX. Este tipo de roteador é necessário quando os usuários fazem chamadas ou para se conectar quando usam seus telefones celulares no exterior.

## Questões dePrivacidade
Não membros podem verificar se a pessoa é ou não um membro. Desde Agosto de 2007, esse recurso pode ser desativado.
Desde Outubro de 2006, não existe modo automatizado para remover-se do LinkedIn. O método oficial é contactar o suporte técnico.

## Sitescom recursos semelhantes
Existem muitos websites que oferecem redes de negócios online, incluindo FreePeopleSearchTool, Ebuddy, Doostang, XING, Plaxo, Yahoo!, Kickstart e, ultimamente crescendo exponencialmente, o Facebook. O LinkedIn Answers é comparável ao Yahoo Answers. Vários websites tais como CareerBuilder.com, Trampos e Monster.com têm funções para busca de empregos. Vários websites têm sistemas de reputação e redes de relacionamento social.

## Venda para Microsoft
Em comunicado oficial no dia 13 de junho de 2016, a Microsoft afirmou que pagou US$ 196 por ação ao Linkedin, totalizando US$ 26, 2 bilhões. De acordo com o documento, a rede social “manterá sua marca, cultura e independência”, e seu atual CEO, Jeff Weiner, será mantido no cargo, reportando-se diretamente a Satya Nadella, CEO da Microsoft. A compra foi aprovada por unanimidade pelos Conselhos de Administração de ambas as empresas.
Segundo a Microsoft, o ritmo de crescimento e a diversificação de produtos do Linkedin foram essenciais para chamar a atenção do criador do Windows. Em números apresentados pela empresa, a rede social corporativa vem apresentando uma média de crescimento de 19% ano a ano, com mais de 433 milhões de membros cadastrados.
Além disso, são 105 milhões de unique visitors - visitantes únicos - por mês (um crescimento de 9% ano a ano), maior engajamento em seu aplicativo mobile, sendo 60% do total de acessos e um crescimento de 34% no número depage views - 45 bilhões de visualizações no último trimestre. Houve ainda um crescimento de 101% no número de anúncios de empregos ativos com sete milhões de vagas.